# Von-Bach-Damm
Der Von-Bach-Damm, ursprünglich Swakop-Talsperre bzw. Sartorius-von-Bach-Talsperre, ist ein Staudamm mit gleichnamigem Stausee in Namibia.

## Beschreibung
Der Damm liegt rund fünf Kilometer südöstlich von Okahandja und 60 Kilometer nördlich der namibischen Hauptstadt Windhoek. Der Von-Bach-Damm ist nach dem Politiker Hans Wilhelm Sartorius von Bach benannt und wurde 1970 fertiggestellt. Sein Stausee hat ein Fassungsvermögen von rund 48,56 Millionen m³, womit er die Haupt-Wasserversorgung für Windhoek bildet. Das Einzugsgebiet hat eine Größe von etwa 3000 km².
Betreiber ist die Namibia Water Corporation.
Der Von-Bach-Stausee wird durch den Swakop gespeist und ist Zentrum des sogenannten „Von-Bach-Wildparks“ sowie des beliebten Von-Bach-Erholungsgebietes, in welchem unter anderem Wasserski und andere Wassersportarten angeboten werden. Es bestehen Pumpanlagen zur Zuführung von Wasser aus dem Omatako-Damm und dem Swakoppforte-Damm.